# Kościół Najświętszej Maryi Panny za Murami w Przeworsku
Kościół Najświętszej Maryi Panny za Murami w Przeworsku – nieistniejący obecnie kościół znajdujący się w Przeworsku przy dawnym gościńcu do Łańcuta (obecna ul. Ogrodowa).

## Opis
Źródło:
Poza murami miasta Przeworska, tzw. Przedmieściu Łańcuckim wzniesiono kościół poświęcony Najświętszej Maryi Pannie. Krytą gontem, drewnianą budowlę konsekrowano w 1574. Zachował się opis kościoła sporządzony po wizytacji bpa W. H. Sierakowskiego w 1744. W drewnianej wieżyczce wieńczącej dach znajdowały się dwa dzwony. Świątynię otaczał cmentarz. Ołtarz główny strukturą niedawną, robotą snycerską wystawiony, ze słupkami dwiema po bokach biało pomalowany, miejscami rzeźba wyzłocona. W centralnej części ołtarza znajdował się Cudowny Obraz Matki Bożej Śnieżnej proweniencji włoskiej (później przeniesiony do wzniesionego w 1768 Kościoła ss. Szarytek pw. Matki Bożej Śnieżnej). Powyżej umieszczono wizerunek św. Stanisława Kostki, zaś w zwieńczeniu św. Franciszka z Asyżu. Pierwszy ołtarz boczny poświęcony był Świętemu Wawrzyńcowi. Drugi ołtarz staroświeckiej struktury (...) po większej części wyzłocony, miejscami pomalowany zawierał obraz Zesłania Ducha Świętego na Apostołów. W kościele znajdowała się również ambona robota prosta, nie malowana, bez wierzchu. Kościół MB Śnieżnej został rozebrany przez władze austriackie w 1789. 